# HD 39743
HD 39743，又名BD+49 1423，SAO 40720、HR 2054，是一颗恒星，视星等为6.47，位于銀經163.58，銀緯11.96，其B1900.0坐标为赤經5h 49m 23.5s，赤緯+49° 11.96′ 49″。